# Barrage Lázaro-Cárdenas
Le barrage Lázaro Cárdenas, connue  également comme le barrage El Palmito, est un barrage situé dans les municipalités d'Indé et d'El Oro, dans l'État de Durango, au Nord-Ouest du Mexique. Il a une capacité de 2 873 hectomètres cubes. C'est le quinzième barrage le plus important du Mexique. L'usage principal de ce barrage est de contenir les grandes des rivières de Sextín et Ramos qui confluent pour former le Rio Nazas. Celui-ci est la source principale d'eau potable de la Région Lagunera,,,,,.